# 共产国际远东情报局
共产国际远东情报局，是苏联工农红军情报总局借助共产国际的名义和力量，在远东地区建立的情报机构。主要任务是对日本的战略侦察，为苏联远东地区的安全提供政治、军事方面的战略情报。

## 历史
1931年九一八事变后，苏联远东地区面临关东军的军事威胁。共产国际在上海成立“国际远东情报局”，负责人佐尔格。由于1932年奉命参加营救牛兰的工作，中统总干事张冲主管此案，佐尔格情报组通过关系接触上张冲后，张冲开价两万美金，其目的就是为了探明：与他打交道的是谁？是否是共产国际首脑机关派出的人？其他人根本拿不出这笔巨款！如果与他打交道的人，真的愿意掏出两万美金，从而也从反面证实那位关在牢里严刑拷打始终只承认是泛太平洋产业同盟驻上海的秘书的牛兰，肯定是个大角色，他所交代的都是谎言。用两万美金换一张写的小纸条的事，在左尔格情报小组里引起了激烈的争论。
方文在他晚年的回忆录《佐尔格在中国》与《红色国际特工》一书中写：“两万美元，是多么大的一笔钱，能为革命做多少事呀！而现在毫不痛惜地用这么大一笔钱买一张小小的纸条，未兔太不爱惜革命财产了！”左尔格则认为：“张冲在中统内有一定地位，他没有拒绝我们的要求，说明他有意和共产党保持一定的关系。如果这笔交易成功，既有了牛兰的纸条，又等于我们已经收买张冲为我方的情报员。”左尔格又提醒方文：「究竟是金钱重要，还是牛兰的生命重要？舍不得钱，就得不到证据。你必须认清，政治交易不能用金钱计算！」格鲁乌负责人别尔津派两位德国党员，赫尔曼·西伯勒尔与奧托布·劳恩（李德），作为国际交通员，每人各自携带两万美金到上海。在花钱买牛兰亲笔纸条这件事情上，左尔格贏了，他说服了方文。但是在以此收买张冲这件事上，佐尔格输了，他一开始就有利用国民党的腐败，花钱收买国民党高官的设想，但他低估了张冲，同样他也低估了中统。
佐尔格小组暴露在“中统”的视线内。1932年5月左尔格在给别尔津的报告中：「 我们现在的处境已不允许我们再从事这方面的联络活动。我的身份已经受到怀疑。」1932年10月16日，别尔津收到上海来电：「我们从中国线人里得知，南京方面似乎已发现一名军事间谍的踪迹。据说此人是一名德国犹太人。根据从当地德国人那里听到的消息，我们认为，各方怀疑线索正在向拉姆扎（指左尔格网络）身上靠拢。请指示：拉姆扎是否一定要等到接替人以后才能离开？还是可以提前撤离？」别尔津批示：“尽快撤离，不必等候接替人员，否则会出事。”
1932年冬，佐尔格、方文撤回苏联。由于撤退匆忙，佐尔格情报组的很多骨干找不到组织，一直到抗战爆发才陆续归队。1933年春，苏联红军情报总局派遣在德国隐蔽潜赴了3年的立陶宛人华尔敦（劳伦斯）接替佐尔格负责远东国际情报工作。华尔敦真名亚科夫·格里高利耶维奇·布罗宁（原名Yankel Liechtenstein），生于拉脱维亚里加，父亲是一个犹太教拉比，1920年入党，1922年加入苏联红军，1930年被苏联红军情报总局派遣在德国从事地下工作。1933年3月，吴先清经党中央批准，调任远东情报局谍报组组长。5月格鲁乌决定派佐尔格建立在日本的间谍网。1933年6月佐尔格与华尔敦二人在德国柏林见面移交工作。1933年9月，佐尔格调往日本东京建立秘密情报网。
1935年，白色恐怖笼罩下的上海，出了一桩轰动一时的奇案——怪西人案。案发原因是军统湖北站最初逮捕到一个共产党嫌犯关兆南，在重刑下，关兆南同意试写一信到上海请求组织上派人和他联系。不久，上海方面果然派了一个名叫陆独步的交通员，当即被捕供认其兄长陆海防（陆遂初）。陆海防被捕后自首参加军统，带领军统特务在法租界法国公园附近一条僻静的马路上去等候他的上级，说这次如碰不到，以后便无法再联系了。当天下午，在雨中逮捕了一欧洲人，据陆海防指认，他就是华尔敦。可是陆海防对其它的一概不知。陆海防每周只能和华尔敦见面一两次，均临时约定地点，总是事先由华通知，所以不知道他的住址和其他有关的人。由于华尔敦在被捕后始终缄口沉默不语，戴笠调动全上海的特务、侦探，来追查“华尔敦”的身份和组织。此事件轰动了国内外，在当时报纸上称为“怪西人案”。
1935年6月3日，戴笠密电报蒋介石“据报陈绍韩系格伯乌组织派往刺探我军事秘密请饬王钧迅予扣留交案以便根究”。同日，戴笠电蒋中正“侦讯第三军通匪参谋陈绍韩供情呈核”。据《申报》1935年8月24日报导：“上海怪西人，又称神秘西人之约瑟夫·华尔顿，前因勾结刘燧元、萧柄实、陆海防等组织机关，刺探中国关于政治上及军事上之秘密，报告第三国际案发，经淞沪警备司令部于本年五月五日派探将陆海防捕获，继由陆自首指供，先后捕获该西人等，分别以危害民国紧急治罪法起诉，开庭审判。”判刑十五年。1935年9月13日，陈普恩电蒋介石“遵由（武汉）行营军法处主任办公处验明枪决关允南、陈绍韩两犯”。1937年抗战爆发后由于苏联援华抗战，蒋介石释放怪西人取道新疆回国，被格鲁乌授予旅级政委军衔。
抗战初期，苏联驻兰州军事副代表彼得·弗拉基米洛夫（孙平），后以塔斯社记者名义驻延安。在延安枣园开办情报训练班，毕业学员派往满洲国各地。

## 纪念
延安市枣园村西的中央社会部旧址，包括机关旧址、总务处旧址、李克农旧居、一室旧址、二室旧址和共产国际远东情报局驻延安联络小组旧址等。对外开放参观。